# Judith Guichon
Judith Isabel Guichon (nascida em 1947 em Montreal) foi tenente-governadora da Colúmbia Britânica entre 2012 e 2018. Sua nomeação como tenente-governadora foi feita pelo Governador Geral do Canadá David Lloyd Johnston sobre o conselho constitucional do ex-Primeiro Ministro do Canadá Stephen Harper, em 1 de outubro de 2012, para suceder a Steven Point. Guichon foi jurada em 2 de novembro de 2012 na Assembleia Legislativa da Colúmbia Britânica. Ela foi representante do vice-rei da rainha Elizabeth II do Canadá na província da Colúmbia Britânica. Cessou funções em 24 de abril de 2018 e foi substituída por Janet Austin.